# Cv Purus (V-23)
A Cv Purus (V-23) foi um navio tipo corveta da Marinha do Brasil.

## História
Foi o segundo navio a ostentar esse nome na Marinha do Brasil, em homenagem ao rio homônimo da região amazônica. As Corvetas Classe Imperial Marinheiro foram idealizadas e mandadas construir pelo Almirante Renato de Almeida Guillobel, em sua gestão a frente do Ministério da Marinha. Foi construída pelo estaleiro N.V. Scheepswerf & Machinefabriek, em Debiesboch, Holanda. Teve sua quilha batida em 20 de novembro de 1953, foi lançada ao mar em 6 de novembro de 1954 e incorporada em 4 de julho de 1955. Naquela ocasião assumiu o comando o Capitão-de-Corveta Jonas Garcia Simas. Foi baixada em 2002 e foi vendida para a marinha da Namíbia.